# Sławomir Urbaniak
Sławomir Urbaniak (ur. 1966 w Sieradzu) – polski menedżer, urzędnik, w latach 2006–2007 wiceminister skarbu państwa.

## Życiorys
W 1991 ukończył studia na Akademii Rolniczej w Olsztynie, a następnie studia podyplomowe z zarządzania na Uniwersytecie Łódzkim i University of Wisconsin-Milwaukee w Stanach Zjednoczonych, gdzie uzyskał dyplom Master of Business Administration. Od 1992 do 1995 pracował jako inspektor robót publicznych w Urzędzie Miejskim w Zelowie. W 1997 został konsultantem ACDI/VOCA & Price Waterhouse w amerykańskim programie wspierania małych i średnich przedsiębiorstw. 
W latach 90. należał do Ruchu Odbudowy Polski, z listy którego bez powodzenia ubiegał się o mandat poselski w wyborach parlamentarnych w 1997 (otrzymał 757 głosów). Następnie przeszedł do Zjednoczenia Chrześcijańsko-Narodowego. W lipcu 1999 objął funkcję doradcy premiera Jerzego Buzka ds. integracji europejskiej. Od kwietnia 2000 do października 2001 był podsekretarzem stanu w Urzędzie Komitetu Integracji Europejskiej. W wyborach parlamentarnych w 2001 jako jego członek bez powodzenia kandydował do Sejmu z listy Akcji Wyborczej Solidarność Prawicy w okręgu piotrkowskim.
Był także członkiem Business Centre Club oraz przewodniczącym rady zarządzającej Umbrella Project przy Organizacji Narodów Zjednoczonych zajmującej się opracowywaniem strategii rozwoju oraz zarządzania jakością TQM. W 2002 został prezesem Fundacji Atlantyckiej. Funkcję tę pełnił do 2003. Zasiadał w radzie nadzorczej spółki prawa handlowego Larchmont Finance.
Od 6 listopada 2006 do 17 września 2007 sprawował z rekomendacji Samoobrony RP urząd podsekretarza stanu w Ministerstwie Skarbu Państwa.

## Życie prywatne
Żonaty, ma jedną córkę.